# 国鉄1355形蒸気機関車
国鉄1355形蒸気機関車（こくてつ1355がたじょうききかんしゃ）は、かつて日本国有鉄道の前身である運輸省に在籍したタンク式蒸気機関車である。

## 概要
元は、相模鉄道が1924年（大正13年）および1926年（大正15年）に汽車製造でそれぞれ2両（計4両）を製造した、車軸配置0-6-0 (C) の飽和式2気筒のサイドタンク式機関車で、1944年（昭和19年）の相模線戦時買収に伴い、国有鉄道籍となったものである。製造番号は、1924年製のものが768, 769、1926年製のものが893, 897で、相模鉄道での番号は1 - 4である。1, 2と3, 4は、基本寸法は同一であるものの、運転台側部のくり抜きの形状が異なり、1926年製の方がこれが大きかった。外形、性能とも、同じく汽車製造製の1120形（南武鉄道 1）に似るが、本形式の方が若干寸法が大きい。
私鉄時代は客貨両用に使用されたが、晩年は貨車の入換用になっていた。国有化後は仮番号の134 - 137を付された後、1947年（昭和22年）3月に1355形(1355 - 1358)に改番された。その後は、C11形やC12形の進出に伴って仕業を失い、1948年（昭和23年）1月に1355, 1357, 1358、1949年（昭和24年）度に1356が廃車となり消滅した。

## 貸出・譲渡など
1355は、1948年に小名浜臨港鉄道に貸し渡された後、1949年に正式に譲渡され、C306として1961年（昭和36年）まで使用された。
1356は、1949年4月に東野鉄道に譲渡され、そのままの番号で入籍されたが、あまり使用されなかったようである。数年後には三井埠頭（川崎）に譲渡され、5と改番されて入換用となった。廃車後は、富士急ハイランドに保存されたが、後年解体された。
1357は、国有鉄道在籍中の1946年（昭和21年）4月から2か月ほどの間、銚子電気鉄道に貸し出されていたことがある。
1358については、流山鉄道への譲渡が内定していたが、キャンセルされ、その後解体された。

## 主要諸元
- 全長 : 8,064mm
- 全高 : 3,556mm
- 全幅 : 2,591mm
- 軌間 : 1,067mm
- 車軸配置 : 0-6-0(C)
- 動輪直径 : 965mm
- 弁装置 : ワルシャート式
- シリンダー（直径×行程） : 330×508mm
- ボイラー圧力 : 11.3kg/cm2
- 火格子面積 : 0.98m2
- 全伝熱面積 : 62.4m2
  - 煙管蒸発伝熱面積 : 58.2m2
  - 火室蒸発伝熱面積 : 4.3m2
- 小煙管（直径×長サ×数） : 44.5mm×3,251mm×128本
- 機関車運転整備重量 : 30.48t
- 機関車空車重量 : 23.12t
- 機関車動輪上重量（運転整備時） : 30.48t
- 機関車動輪軸重（第3動軸上） : 10.46t
- 水タンク容量 : 4.09m3
- 燃料積載量 : 1.27t
- 機関車性能
  - シリンダ引張力 : 5,500kg
- ブレーキ装置 : 手ブレーキ、蒸気ブレーキ